# شرف الدولة العقيلي
شَرفُ الدَّولة أبو المَكارِم مُسلِم بن قُريش بن بَدران بن المُقلَّد العبادي العُقيليِّ أمير الموصل وحلب وسادس أمراء آل المُسيَّب وملك الدَّولة العُقيلية وأشهر من حمل لقب «الملك» بينهم. بلغت الدَّولة العُقيلية في عهده أقصى اتِّساع لها حتى صار يُخطَب له على المنابر من بغداد إلى الشام والقواصم. حكم خلفًا لوالده الأمير علم الدين أبو المعالي قريش بن بدران فَدام سُلطانه عشرين عامًا ونيفًا من 453 هـ الموافق فيه 1061م حتى مقتله عام 478 هـ الموافق فيه 1085م فخلفه أخوه إبراهيم بن قريش. أضحى شرف الدَّولة حاكمًا بارزًا في القرن الخامس الهجري، يتأمر السُلطة السياسيَّة العُليا في الدولة عسكريًّا واقتصاديًّا. قاد مُسلم الجيوش العقيلية فملَك السنديَّة ومنبج والديار الثلاث والجزيرة الفراتيَّة حتى حصل على مدينة حلب سنة 1079م فلُقِّب بـ«أمير الموصل وحلب» من ثم حران وضمَّ أغلب مناطق الشام لحكمه. كما قام باصلاحات عديدة في النظام الاقتصادي واهتم بالعمران والبناء. وكان شرف الدولة ينظم الشعر وقد عُرِف بالعزم والجود والكرم.

## اسمُه ونسبُه
- اسمه هو مسلم بن قريش بن بدران.
- نسبه هو مسلم بن قريش بن بدران بن المقلد بن المسيب بن رافع بن المقلد بن جعفر بن عمرو بن مهيا بن عبد الرحمن بن يزيد بن عبدالله بن زيد بن قيس بن جوثة بن طهفه بن ربيعة بن حزن بن عبادة بن عقيل العقيلي العامري الهوازني العدناني.
- والده هو الأمير قريش بن بدران بن الأمير المقلد العقيلي.

## كنيته وألقابه الشخصيَّة
- كنيته : أبو المَكارِم
- لقب النظام : الأمِير - الملِك
- اللقب الشرفي : شرف الدَّولة

## اعتلاؤهُ عرش الإمارة
تولَّى مُسلم العُقيليّ إمارة آل المُسيَّب بعد وفاة أبيه علم الدين أبي المعالي قريش بن بدران في نصيبين سنة 453 هـ الموافق فيه 1061م. من جرَّاء خروج الدم من فيه وأذنيه وكان مُسلم قد حمله إلى نصيبين حافظًا لخزائنه هناك حتَّى وفاته بمرض الطَّاعون فاجتمعت عُقيل على تأمير أبي المكارم مُسلم بن قريش العُقيلي. ليكون سادس أمراء الدَّولة وقد حمَل لقب «شرف الدولة».

### مُطالبة عمِّه مُقبل بالحُكم
بعد تسلُّم شرف الدولة مقاليد السلطة خرج عليه عمه مُقبل بن بدران مطالبًا بإمارة الدولة وذلك بعد ان اجتمع حوله كثرة من الأكراد وغيرهم. تأهَّب كلٌّ منهُما لمُحاربة الآخر فالتقى الجمعان على نهر الخابور ودارت معركة حاسمة هُزِمَ فيها مسلم بن قريش في بادئ الأمر فَملَك مُقبلٌ بلاد الجزيرة الفراتيَّة. إلا أن شرف الدَّولة قام بإعادة تنظيم جيوشه فألحق الهزيمة بجيش عمِّه مُقبل بن بدران ثمَّ استقرَّ الرأيُّ بينهُما على الصُلح.

## رُقعة الدَّولة في عهده

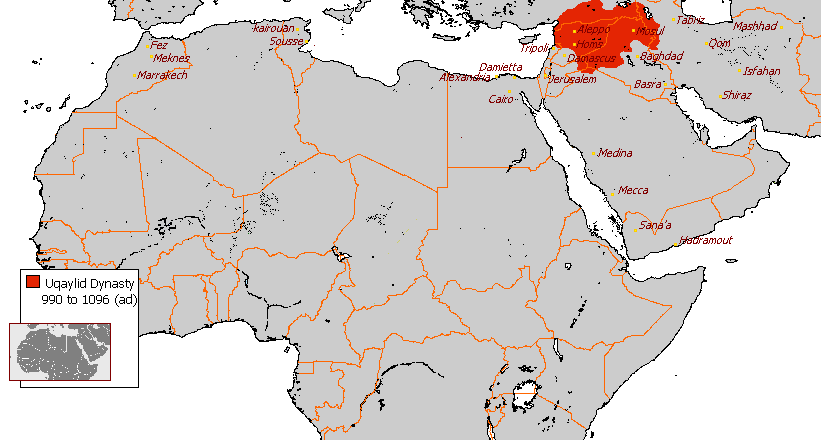
حُدود دولة بني عُقَيْل التي قامت عام 380 هـ المُوافق فيه 990 حتى حصار الموصل منذرًا بِنهايتها بعد حُكم دام لأكثرَ من قرنٍ من الزَّمن.

ملَك شرف الدولة مسلم العقيلي الموصل وحلب والجزيرة الفراتيَّة إذ اتسعت مملكته وسلطانه وزادت عن أملاك أسلافه من حكام آل المُسيَّب من بني عقيل فملَكَ السندية على نهر عيسى إلى منبج وديار بكر وديار مضر وديار ربيعة والجزيرة الفراتيَّة وفتح حلب وحرَّان. إضافة إلى ما كان لأبيه قريش بن بدران وعمه قرواش من الموصل والأنبار وهيت وتكريت. حتى صار يخطب له على المنابر من بغداد إلى الشام.

## الإصلاحات الاقتصاديَّة والعمرانيَّة في الدَّولة أثناء فترة حُكمه

### الانتعاش الاقتصادي
قام شرف الدَّولة بتطوير وتعمير المرافق الحيويَّة وقد أشرف بنفسه على متابعة هذه الأمور واهتم بالزِراعة حيث قام بتوزيع الأراضي على الفلَّاحين بلا مُقابل. فضلًا عن كري الأنهار وبناء السُدود مما ساعد على تطوِّر الزِّراعة وانتعاش الوضع الاقتصادي في الدَّولة.

### مُكافحةالغلاءفي حلب بعد فتحها
وقع الغلاء في الأسعار في حلب حتى صارت تباع الحنطة ستة أرطال بدينار وما دون ذلك بالنسبة، فلمَّا ملَك مُسلم حلب أحسن إلى أهلها وخففَّ عنهم أثقالًا كثيرة، وصفح عن كلف كانت عليهم ونقل الغِلات إلى حلب حتى رخُصتِ الأسعار بعد الغلاء الشّديد إذ نقل إلى بلاد الشام من الغلال ما ملأ الأهراء، وعاد بالرفق على الناس ونقل إليها من سائر الحبوب وكثرة من البقر والغنم والمعز والدجاج فرخُصت بتدبيره أسعارها.

### العمران والبنيان تحت حكمه
اهتمَّ العُقيليون بشكل عام بتعمير دولتهم مُنذ قيامتها وتعمير الأراضي التي امتدُّوا إليها، وقد اهتمَّ مُسلم العُقيلي بتأمين الطُرقات في دولته بالإضافة تعميره سور الموصل الذي اكتمل من عمارته بعد ستة أشهرٍ في 474 للهجرة.

## الطُمُوح نحو بغداد والسَّيطرة على الشمال
بلغت طموح شرف الدولة العقيلي حدًا كبيرًا عندما فكر في الاستيلاء على العاصمة بغداد بعد وفاة طغرل بك السلجوقي لكنَّه عدل عن رأيه وسار إلى الشمال واستولى على ديار بكر وديار ربيعة وديار مضر فملك بذلك الجزيرة الفراتيَّة، وفيما بعد سار إلى حلب عاصمة الإمارة المرداسيَّة في الشمال.

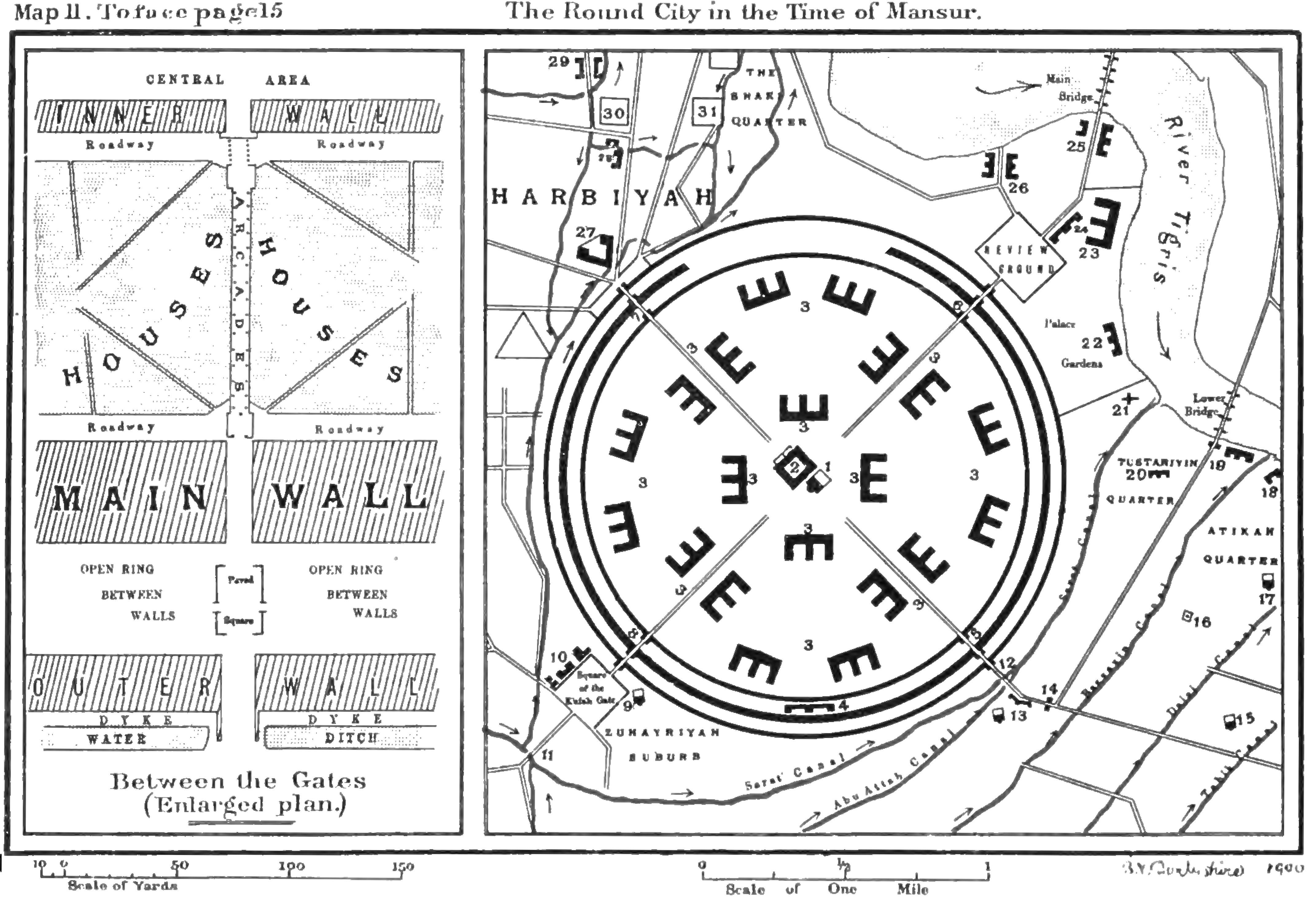
مدينة بغداد المُدوَّرة

خريطة للجزيرة (بلاد ما بين النهرين العليا) مع محافظاتها في العصور الوسطى

## فتح حلب

### الحرب الأهليَّة المرداسيَّة
بعد موت الأمير نصر المرداسي تسلَّم الإمارة المرداسيَّة أخوه سابق المرداسي بدعم المستشار سديدُ المُلك، في بداية حُكمه قام سابق بإطلاق سراح أحمد شاه وهو قائد مرتزقة التركمان في حلب الذي كان قد سُجِن في عهد نصر المرداسي. بعد الحادث تقلَّد أحمد شاه والتركمان نفوذًا كبيرًا على الإمارة المرداسية على حساب بني كلاب التي ينتسب إليها المرداسيون. مما دفع القبيلة إلى أن ترشح أخاه وثاب المرداسي أميرًا على الدولة المرداسيَّة وساعدت في إزاحة المستشار سديد المُلك إلى مقر أسرته في كفرطاب.
وقد دعم وثاب في ذلك أخوه شبيب المرداسي وابن عمه مبارك بن شبل في معارضة حُكم سابق واحتكار سلطة الإمارة بيد أحمد شاه وجماعته من التركمان فحشد المُعارضون ما يقارب 70 ألف فارس وجندي في قنسرين سنة 1076م استعدادًا للهجوم على حلب إلا أنَّ مُستشاري سابق قد أشاروا عليه بالصُلح وتجنُب قتال قبيلته. في تلك الأثناء قام التركمان بنصب كمين للكلابيين وأخذ الأسرى والغنائم منهم، ولكن الأمير سابق بن محمود أطلق الأسرى. في 20 تموز قام ابن دملاج التركماني باستدراج القائد أحمد شاه واعتقاله. فقام الأمير المرداسي بدفع فدية لإخراج أحمد شاه بدلًا من استغلال الوضع لاستنزاف قوة التركمان في حلب.

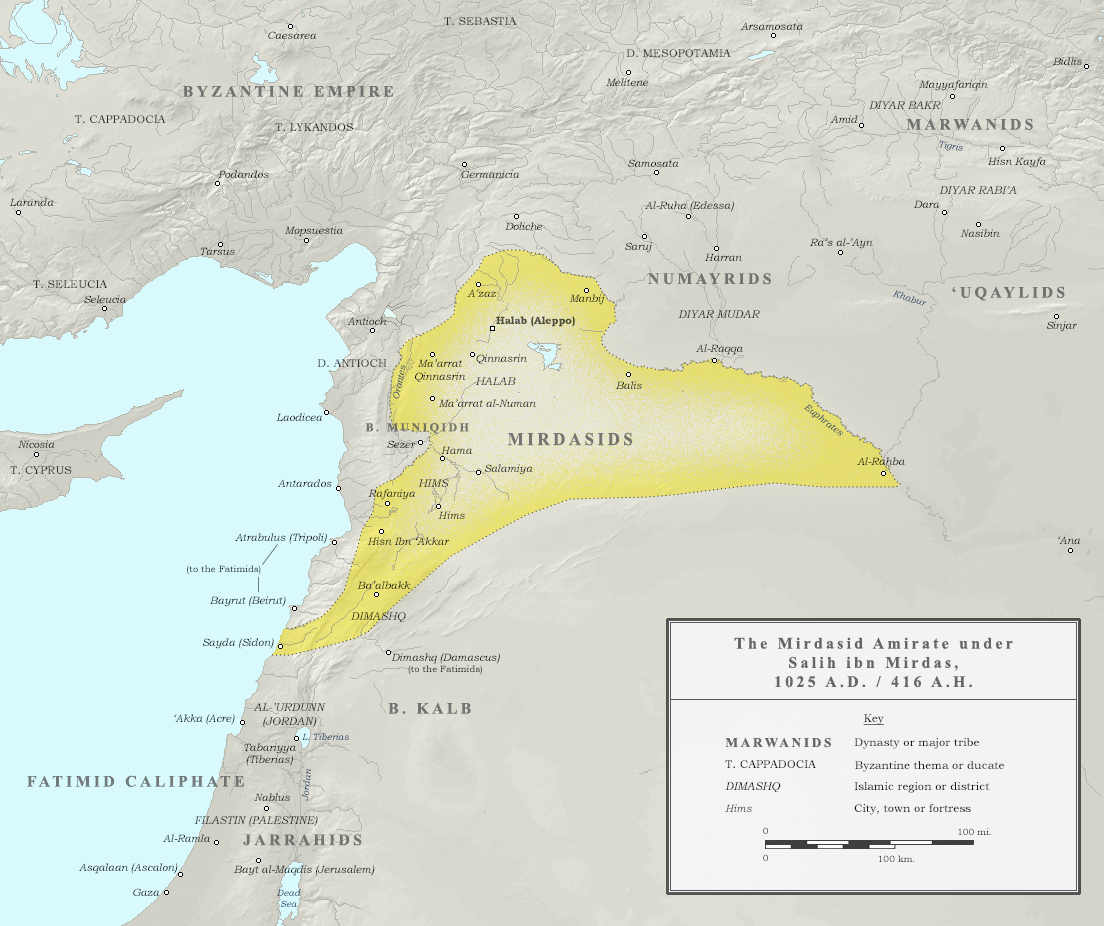
حُدود الإمارة المرداسيَّة وقد كانت عاصِمتها حلب وذلك في سنة 1025 للميلاد.

في صيف عام 1077م سار وثاب وشبيب ومبارك بن شبل والقوى المعارضة من بني كلاب إلى خراسان يطلُبون المُساعدة من الحاكم السلجوقي ملك شاه ضد سابِق بن محمود المرداسي في حلب.

### الحِصار والحملة العسكريَّة
فنُظَّمت حملة عسكريَّة تكوَّنت من الدَّولة السلجوقيَّة بقيادة تتش السلجوقي والدولة العقيلية بقيادة شرف الدَّولة العُقيلي والقوى الكلابيَّة المُعارضة ومجموعة من التركمان منها فرقة ابن دملاج. فضرب تُتُش السلجوقيُّ حصارًا على المدينة دام 3 أشهرٍ مات فيه أحمد شاه، ولم يؤثر ذلك في بشكل كبير بوجود شرف الدولة العقيلي الذي كان هواه مع سابق المرداسي، فعارض شرف الدولة أبو المكارم استيلاء السَّلاجقة على حلب ووجَّه اللوم إلى الزعماء الكلابيين بسبب دعوتهم الأتراك الأجانب للقِتال ضد أقربائهم. بعد موت أحمد شاه قام شرف الدولة بلعب دور مؤثر مع سابق علاوةً على قيام الكلابيين بالانشِقاق عن جيش تتش بن ألب أرسلان وأشار شرف الدَّولة إلى وثاب وشبيب بالصُلح مع أخيهما فانضمَّا إلى سابِق بن محمود المرداسيِّ في حلب. فأبلغ مسلم تتش بأنه تاركٌ الحصار، لكن قبل مغادرته دخل إلى حلب عبر باب العراق وسمح لقوَّاته بمتاجرة المواد الغذائيَّة والإمدادات.

### الفتحُ الكبير
بعد الحوادث تلف أهل الشام بالجوع ووجد قوم قد قتلوا قوماً وأكلوا لحومهم، وبيعت الحنطة ستة أرطال بدينار وما سوى ذلك بالنسبة، فسار من سلِم من أهل الشام إلى الدولة العقيلية فأحسن إليهم أبو المكارم مسلم العقيلي وتصدق عليهم بما فيه الإحسان وذكر ابن العديم : كان ذلك الإحسان منه أكبر الأسباب في مملكته حلب. فكاتب الأمير سابق شرف الدولة يبذل له التسليم إليه بالإمارة ووفد عليه بنو كلاب بأسرهم فتوجه شرف الدولة إلى حلب ونزل في بالس عام 472 هـ ونزل في حلب يوم 26 ذو الحجة 472هـ فأُغلِقت أبوابها في وجهه ومنع وثاب وشبيب أخاهما الأمير سابق عن التنازل في حين أراد شعب حلب التسليم إلى أبي المكارم مسلم العقيلي لما فيهم من انعدام القوت، فامتنع مسلم عن قتالهم. وكان معه في عسكره غلة كثيرة وجيوش بقوة تجوز الحد، وتزيد عن الوصف.
لما نزل شرف الدولة العقيلي بحلب حاولت جماعة من التركمان المخالفين لسابق التقرُّب إليه فسلموا إليه أبا المنصور ابن رئيس حلب الذي كان أسيرًا عندهم فلمَّا أحضروه عنده أطلق سراحه فعاد الأخير إلى بلده - حلب - رفقة جماعة من أصحابه وفتح أبواب حلب ونادى بشعار شرف الدولة أبي المكارم مسلم بن قريش العقيلي في 26 ذو الحجة 472 هـ. فتسلَّمها ودخلت جُيوشه إليها وقلع أبوابها جميعًا وفتح الباب الأربعين فأحسن إلى أهل حلب وأغدق عليهم.

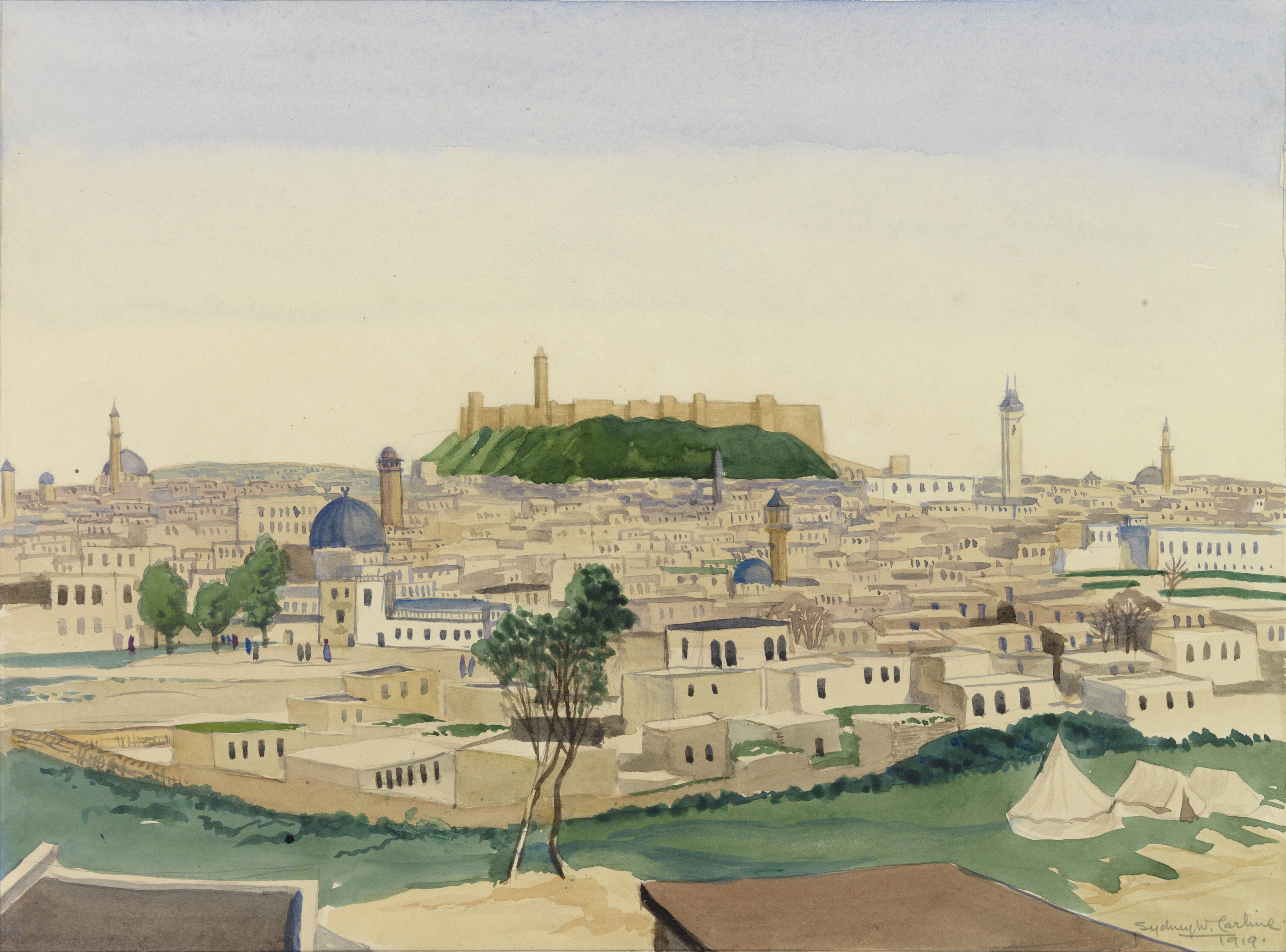
حلب القديمة، من أكبر مُدن الشَّام الشماليَّة، وعاصمة الإمارة المرداسيَّة التي فتحها العُقيليون وصارت تحت سُلطانهم وإمارتهم مُنذ 1079 للميلاد.

### حِصار القلعة والانقِلاب على سابِق
لما فُتِحت المدينة انحاز سابق المرداسي مع شبيب ووثاب إلى القلعة والقصر فحاصرها شرف الدولة بالمنجنيقات والجيوش والعساكر. فانقلب شبيب ووثاب على سابق المرداسيّ وقد نادى الأجناد "شبيب يا منصور" فتسلم شبيب ما كان في القلعة من السلاح والأموال والعتاد وقد تم حبس سابق بن محمود المرداسي.
حتى توصلت السفارة بين الطرفين إلى أن شرف الدولة يضع ووثاب بن محمود وشبيب بن محمود على قلعتي عزاز والأثارب وسابق بن محمود على مواضع في أعمال الرحبة فتمَّ ذلك ونزل أبناء محمود عن القلعة فانتهت بذلك الإمارة المرداسية ليتسلمها شرف الدولة مسلم العقيلي بعد حصار دام أربعة أشهر في شهر ربيع الآخر 473 هـ.

## حِصار دمشق في بلاد الشام
بعد فتح حلب امتدَّت أبصار الملك - مسلم - نحو دمشق وقد كان يحكمُها تتش بن ألب أرسلان فحشد شرف الدولة جيوشًا كبرى ضمت في صفوفها العرب والعجم الخاضعين لسلطانه للمسير إلى دمشق في 476 هـ فضرب عليها الحصار وأرسل للفاطميين في مصر لمعونته وقد كان شيعيًا، ولكنهم لم ينفذوا إليه أي إمدادات، فيما بعد أوقف شرف الدولة الحصار وهم بالعودة إلى بلاده.

## مُحاولة اغتياله
تعاظم أمر مُسلم بن قريش فَحاولت الشعوبية اغتياله فدخل عليه خادماه سنة 474 هـ يُحاولان خنقه، حتى افتداه أصحابه وكان قد شارف على الموت إلا أنهم أدركوه حيًا، وقد فرَّ الخادمان اللذان كانا قد أعدَّا لذاك فرسين، لكن تم أسرهما وإعدامهما بعد أن قطع ألسنتهم.

## النزاع على بلاد الشام ومقتله
كانت هناك أحداث صعبة تمرُّ بها بلاد الشام في زمنه؛ حيث كانت تُمَزِّقها صراعات سياسية خطيرة، خاصَّة منطقة حلب حيث كان يتنازع السيطرة عليها ثلاث قوى رئيسية:
القوة الأولى فهي قوَّة مسلم بن قرواش العقيلي صاحب الموصل وحلب.
وأمَّا القوَّة الثانية فهي قوَّة تتش بن ألب أرسلان أمير دمشق، وهو أخو السلطان «ملكشاه» الذي يعمل معه آق سنقر، ولكنه كان فاسدًا وكذلك صار أولاده من بعده؛ وهم: رضوان ودقاق. وأمَّا القوَّة الثالثة فهي قوَّة سليمان بن قتلمش مؤسِّس إمارة سلاجقة الروم ووالد قلج أرسلان الأول.
وكنتيجة مأساويَّة لهذا الصراع قُتل مسلم بن قرواش على يد سليمان بن قتلمش، وأصبح الطريق إلى مدينة حلب مفتوحًا لسليمان، ولكن أهلها رفضوا تسليم المدينة له، وأرسلوا إلى السلطان العادل ملكشاه ليتسلَّم مدينة حلب، فوافق السلطان ملكشاه، وجاء بجيشه، لكن في هذه الأثناء قُتل سليمان بن قتلمش على يد تتش بن ألب أرسلان ، وانطلق تتش ليستولي على حلب، غير أنه وصلها مع وصول جيش أخيه ملكشاه، ووجد تتش أنه لا طاقة له بهذا الجيش العملاق، فانسحب وترك المدينة لملكشاه.

## إرثه
اعتُبرَ مُسلم بن قريش آخر أميرٍ عربيّ قويّ في شمال سورية والعراق، وأدَّى موته إلى هيمنةٍ كبيرةٍ للتُركمان الرُّحل. كما يُعتبَر موتُه بداية النهاية للدولة العُقيلية في العراق والشام نتيجةً صراع الأمراء الذي أضعف الدَّولة من بعده.

## زوجاته وأولاده
تزوج الملك شرف الدولة من الأميرة السلجوقيَّة صفية خاتون ومن الأميرة المرداسيَّة منيعة بنت محمود، وكان له من الأبناء: مُحمَّد، وعلي، والمؤيد، وقرواش، وسعد، وحسن، وعيسى.

## انظُر أيضًا
الدولة العقيلية
قائمة حكام الدولة العقيلية